# Ракия Сънрайз
„Ракия Sunrise“ e български комедиен сериал на продуцентска къща „7/8“ (Seven Eight Production). Премиерата му е на 9 март 2012 г. по bTV, като част от Шоуто на Слави.

## Сюжет
Действията се развиват основно в столичния бар „Ракия Sunrise“, в който работят главните герои. Всекидневно се сблъскват с ежедневни проблеми, които решават по комедиен начин.

## Епизоди
| Сезон | Сезон | Време на излъчване | ТВ Сезон      | Епизоди | Премиера       | Финал         | Времетраене    |
| ----- | ----- | ------------------ | ------------- | ------- | -------------- | ------------- | -------------- |
|       | 1     | Петък, 22:30       | 2012 (пролет) | 12      | 9 март 2012 г. | 1 юни 2012 г. | 20 – 25 минути |

Сериалът се излъчва в рамките на Шоуто на Слави.
На 6 април 2012 г. не е излъчен епизод 5. Епизод 5 се излъчва на 13 април 2012 г. Епизоди 5., 6. и 10. са с продължителност по около 30 минути.

## Актьорски състав и герои

### Главни герои
- Слави Трифонов – Сашо, приятел на Шишо, Петров, Аспарух, Калудка и Македонска, собственик на бара „Ракия Sunrise“
- Краси Радков – Шишман (Шишо), приятел на Петров, Аспарух, Калудка, Македонска и Сашо, таксиметров шофьор
- Виктор Калев – Chef Петров, приятел на Шишо, Аспарух, Калудка, Македонска и Сашо, готвач в бара
- Мариан Бачев – Аспарух (Пухи), приятел на Шишо, Петров, Калудка, Македонска и Сашо
- Камелия – Калудка, приятелка на Шишо, Петров, Аспарух, Македонска и Сашо, певица
- Диана Миликевик – Александра Македонска, приятелка на Шишо, Петров, Аспарух, Калудка и Сашо, барман и управител на бара

### Второстепенни герои
- Иван Стоянов – Ванчо, доставчик

### Епизодични герои
- Георги Милчев-Годжи – (епизод 1) басист, част от „Аномалия“, (епизоди 5, 8, 9 и 11) басист
- Цветан Недялков – (епизод 1) китарист, част от „Аномалия“, (епизоди 5, 8 и 9) китарист
- Венелин Венков – (епизод 1) барабанист, част от „Аномалия“, (епизоди 8, 9 и 11) барабанист
- Евгени Йотов – (епизод 2) саксофонист, част от „Аномалия“, (епизоди 5, 8, 9 и 11) саксофонист
- Кали – (епизоди 2 и 12) родилка
- Антония Петрова – (епизод 3) мис България
- Илия Илиев – (епизоди 7, 8, 9 и 11) свири на кларинет
- Рейди Бризуела – (епизод 3)индианец, (епизод 5) барабанист (епизоди 8 и 9) свири на дайре
- Борис Солтарийски – (епизод 4) клиент на Калудка, (епизод 8) вокал
- Тони Димитрова – (епизоди 5 и 12) майка на Калудка, последен победител в Конкурса за стара градска песен
- Гюнтер Хемпел – (епизоди 5 и 12) баща на Калудка, турист от Германия
- Краси Радков – (епизоди 5 и 12) министър на културата, организатор на Конкурса за стара градска песен
- Яна Маринова – (епизод 5) Стаматова, организатор на Конкурса за стара градска песен
- Кристиан Илиев – (епизод 5) акордеонист, (епизоди 8, 9 и 11) пианист
- Милко Калайджиев – (епизоди 6 и 12) капитан Коста Рапански, капитан на потъналия кораб „Коста Аполония Роял“
- Елза Парини – (епизод 8) травестит
- Андрю Ричардс – (епизод 8) Леополд Шматке, директор на Фестивал за намиране на представителен оркестър на България
- Борис Дали – (епизоди 9 и 12) електротехник, съпруг на героинята на Аксиния
- Аксиния – (епизоди 9 и 12) електротехничка, съпруга на героя на Борис Дали
- Велислав Вуцов – (епизод 9) Велчо, футболен треньор, съученик на Chef Петров
- Антъни Вандайк – (епизод 9) Роналдо Ромарио Гаринча Лусио Вагнер Зику Сократес – Малкото Пеле, футболист
- Николай Урумов – (епизоди 10 и 12) Робърт Игнатов, режисьор
- Миро – (епизод 11) Гошо, съпруг на Сиси
- Мариана Попова – (епизод 11) Сиси, приятелка на Макенодска, съпруга на Гошо
- Нона Йотова – (епизод 11) майка на Сиси
- Иво Танев – (епизод 11) Генади, баща на Сиси
- Йордан Йончев-Гъмзата – (епизод 11) тромпетист
- Тома Горанов – (епизод 4) обирджия